# Conjunto histórico-artístico
Als Conjunto histórico-artístico wurden in Spanien vom Kulturministerium (Ministerio de Cultura de España) z. B. historische Ortskerne oder auch Plätze klassifiziert, die ein geschichtlich bzw. künstlerisch bedeutendes Ensemble an Bauwerken oder sonstigen Einrichtungen aufwiesen. Dies diente zum Schutz eines Gebäudeensembles, das auf Grund des Zusammenspiels als erhaltungswürdig erachtet wird und geschützt werden sollte. Das Gesetzbuch „Del patrimonio histórico Español“ aus dem Jahr 1985 benutzt diesen Begriff nicht mehr, sondern spricht nur noch vom „Conjunto histórico“.

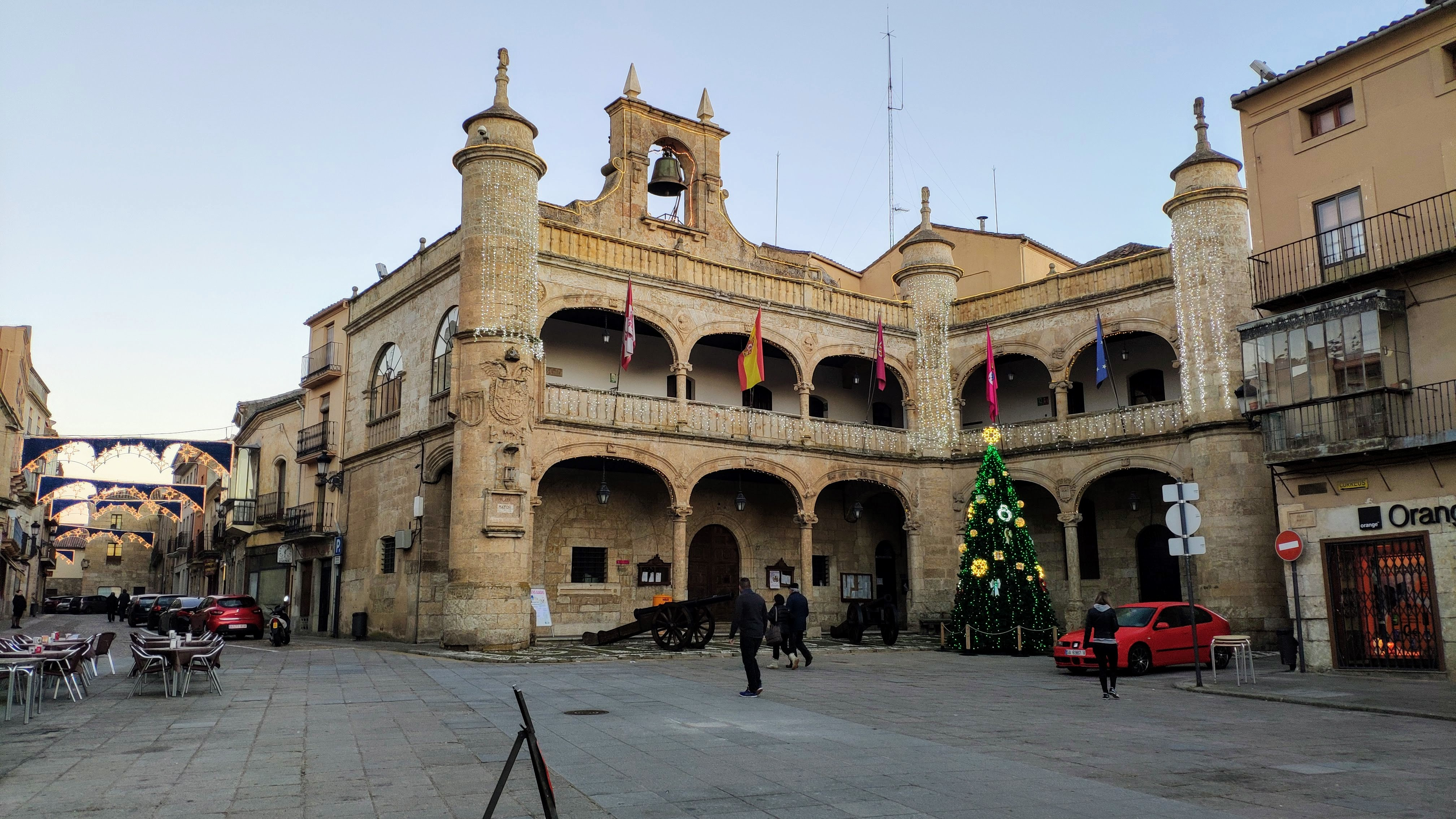
Ciudad Rodrigo: Plaza mayor als Teil des Conjunto histórico-artístico (Aufnahme von 2018)